# Dracula janetiae
Dracula janetiae är en orkidéart som först beskrevs av Carlyle August Luer, och fick sitt nu gällande namn av Carlyle August Luer. Dracula janetiae ingår i släktet Dracula och familjen orkidéer. Inga underarter finns listade i Catalogue of Life.